# Leka med elden (film)
Leka med elden är en svensk kortfilm från 2009 i regi av Ulf Friberg. Filmen bygger på August Strindbergs pjäs med samma namn från 1896 och i rollerna ses bland andra Gunilla Röör, Sten Ljunggren och Per Sandberg.

## Handling
Filmen är en modern tolkning av Strindbergs pjäs och är berättelsen om ett medelålders par och deras sommargäster.

## Medverkande
- Gunilla Röör
- Sten Ljunggren
- Per Sandberg
- Annika Boholm
- Barbro Oborg
- Ulf Friberg

## Om filmen
Leka med elden producerades och klipptes av friberg och fotades av John Strandh. Den premiärvisades på Göteborgs filmfestival den 23 januari 2009.